# Volusiano

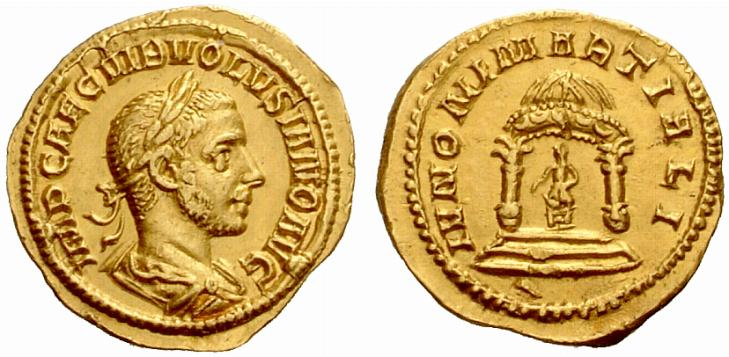
Áureo de Volusiano.

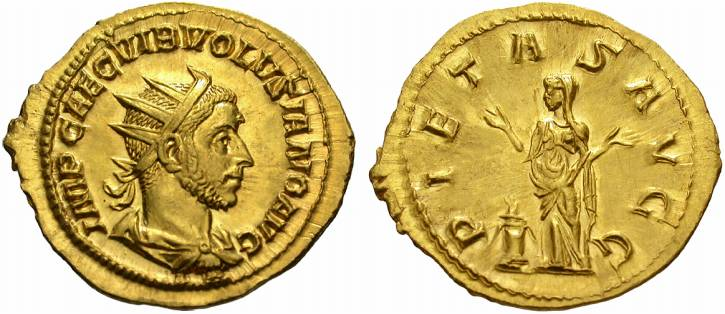
Binio o doble áureo con efigie de Volusiano.

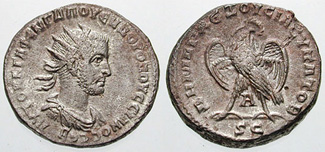
Tetradracma con efigie de Volusiano.

Cayo Vibio Volusiano (en latín, Gaius Vibius Volusianus; f. agosto de 253), también conocido como Volusiano, fue un emperador romano desde noviembre de 251 hasta agosto de 253, durante la Anarquía militar. Su padre, Treboniano Galo, accedió al poder después de ser elegido por las legiones tras la muerte de los anteriores coemperadores Decio y Herenio Etrusco. Treboniano Galo elevó a Hostiliano, el hijo de Decio, a augusto, lo que lo convirtió en su coemperador en junio de 251. Volusiano fue elevado a césar ese mismo mes. Después de la muerte, o asesinato, de Hostiliano en noviembre de 251, Volusiano fue elevado a augusto, por lo que cogobernó junto a su padre. El breve reinado de Treboniano Galo y Volusiano fue notable por el estallido de una plaga, que algunos dicen que fue la razón de la muerte de Hostiliano, la invasión del Imperio sasánida y las incursiones de los godos. Volusiano fue asesinado junto a su padre en agosto de 253 por sus propios soldados, que estaban aterrorizados por las fuerzas del usurpador Emiliano que marchaban hacia Roma.

## Historia
Volusiano nació alrededor del 230 del futuro emperador romano Treboniano Galo. Este último accedió a la púrpura imperial después de que los emperadores anteriores, Decio y Herenio Etrusco, fueran asesinados en julio de 251 por los godos, liderados por Cniva, en la batalla de Abrito. Las tropas eligieron a Treboniano Galo como emperador, quien se vio obligado a firmar un tratado, que los historiadores contemporáneos calificaron de «vergonzoso», con los godos, en el que les prometía tributos si paraban de asaltarlos. Después de que Treboniano Galo se convirtiera en emperador, nombró a Hostiliano, el hijo de Decio, augusto (emperador) junto a él, para mejorar la opinión popular. Luego elevó a Volusiano a césar (heredero aparente) alrededor de julio de 251. Este último se casó con la hermana de Hostiliano, de nombre desconocido.

Hostiliano murió en noviembre de 251, aunque se discute el motivo de su fallecimiento. Aurelio Víctor y el autor del Epitome de Caesaribus sugieren que murió a causa de una plaga, sin embargo Zósimo afirma que fue asesinado por Treboniano Galo, para que su hijo, Volusiano, pudiera convertirse en augusto, cargo que finalmente ejerció gracias a que su padre lo elevó a él en noviembre de 251. Fue nombrado cónsul en 252, junto a Treboniano Galo, y en 253, junto a Valerio Máximo.
La misma plaga que supuestamente mató a Hostiliano devastó el resto de Roma, aunque Treboniano Galo ganó mucha popularidad al asegurarse de que todas las víctimas recibieran entierros formales, independientemente de su estatus social.  Durante el reinado de Volusiano y su padre, la persecución de los cristianos no fue tan extrema como lo fue bajo Decio, aunque el papa Cornelio fue exiliado en el 252 y Novaciano se vio obligado a huir de Roma. Los dos coemperadores solamente emitieron dos rescriptos imperiales durante su reinado.
Durante el reinado compartido de Treboniano Galo y Volusiano, el Imperio romano fue invadido tanto por los godos como por los sasánidas. Ambos coemperadores optaron por quedarse en Roma en lugar de enfrentarse a las invasiones ellos mismos. Los sasánidas atacaron en 252, invadieron rápidamente Mesopotamia y derrotaron a los romanos en la batalla de Barbalissos, cerca de la ciudad homónima en la provincia de Eufratensis (actual Siria). Avanzaron en territorio romano hasta Antioquía, que fue capturada en 253 tras un prolongado asedio. Ese mismo año, los godos invadieron Mesia Inferior, ya que el nuevo gobernador, Emiliano, se había negado a pagarles el tributo. Estos se dividieron en dos ejércitos, uno atacó las ciudades de Mesia Inferior y Tracia, y el otro cruzó hacia Asia Menor hasta Éfeso.
Emiliano logró repeler a los godos, mató a muchos de estos y obligó al resto a cruzar el Danubio. El prestigio de esta victoria fue tan grande que los soldados de este espontáneamente lo declararon emperador, en oposición a Treboniano Galo y Volusiano. Al escuchar esta noticia, estos últimos enviaron un mensaje a Valeriano, el futuro emperador, que había estado fortaleciendo las defensas de Roma en el Rin, para que enviara refuerzos. Emiliano marchó hacia Italia a un ritmo rápido, de modo que Valeriano no llegó a Roma a tiempo para brindar ayuda. Los coemperadores reunieron a todas las tropas que pudieron y se prepararon para repeler el ataque, pero en menos dos días, estas se rebelaron y los asesinaron en agosto de 253, en Interamna, Umbría, ya que temían luchar contra las fuerzas mucho más fuertes de Emiliano. El Cronógrafo del 354 indica que gobernaron por un total de dos años, cuatro meses y nueve días.

De su breve gobierno afirma el Brevarium ad urbe conditam de Eutropio:
«Sōlā pestilentiā et morbīs atque aegritūdinibus nōtus eōrum prīncipātus fuit». — Eutropio, Breviarium ab urbe condita, 9.5 
En español:
«Su reinado solo fue conocido por la peste, enfermedades y dolencias».

## Numismática
Los áureos de Volusiano se dividen en dos tipos. Había cinco estilos de monedas que mostraban su busto en el anverso, con el reverso que mostraba: Aequitas sentado, Aeternitas de pie, Apolo de pie, Juno sentado dentro de un templo redondeado o Victoria de pie. Había otros seis estilos de monedas que mostraban su busto con una corona radiada en el anverso, con el reverso que mostraba: Concordia sentada, Felicitas de pie, Libertas de pie, Providentia de pie, Salus de pie, o a Virtus con un casco de pie. Las monedas de Volusiano llevaban ocasionalmente la inscripción Saeculum nouum (nueva era), junto con las inscripciones tradicionales Romae aeternae (Roma eterna) y Pax aeternae (paz eterna).

## Árbol genealógico
| antes Decio Emperador romano 249-251 ∞ Herenia Etruscila | antes Decio Emperador romano 249-251 ∞ Herenia Etruscila | antes Decio Emperador romano 249-251 ∞ Herenia Etruscila | antes Decio Emperador romano 249-251 ∞ Herenia Etruscila | antes Decio Emperador romano 249-251 ∞ Herenia Etruscila | antes Decio Emperador romano 249-251 ∞ Herenia Etruscila |  |  | Treboniano Galo Emperador romano 251-253 ∞ Afinia Gémina Bebiana | Treboniano Galo Emperador romano 251-253 ∞ Afinia Gémina Bebiana | Treboniano Galo Emperador romano 251-253 ∞ Afinia Gémina Bebiana | Treboniano Galo Emperador romano 251-253 ∞ Afinia Gémina Bebiana | Treboniano Galo Emperador romano 251-253 ∞ Afinia Gémina Bebiana | Treboniano Galo Emperador romano 251-253 ∞ Afinia Gémina Bebiana |  |  | después Emiliano Emperador romano 253 ∞ Cornelia Supera | después Emiliano Emperador romano 253 ∞ Cornelia Supera | después Emiliano Emperador romano 253 ∞ Cornelia Supera | después Emiliano Emperador romano 253 ∞ Cornelia Supera | después Emiliano Emperador romano 253 ∞ Cornelia Supera | después Emiliano Emperador romano 253 ∞ Cornelia Supera |  |  |  |  |  |  |  |  |
| antes Decio Emperador romano 249-251 ∞ Herenia Etruscila | antes Decio Emperador romano 249-251 ∞ Herenia Etruscila | antes Decio Emperador romano 249-251 ∞ Herenia Etruscila | antes Decio Emperador romano 249-251 ∞ Herenia Etruscila | antes Decio Emperador romano 249-251 ∞ Herenia Etruscila | antes Decio Emperador romano 249-251 ∞ Herenia Etruscila |  |  | Treboniano Galo Emperador romano 251-253 ∞ Afinia Gémina Bebiana | Treboniano Galo Emperador romano 251-253 ∞ Afinia Gémina Bebiana | Treboniano Galo Emperador romano 251-253 ∞ Afinia Gémina Bebiana | Treboniano Galo Emperador romano 251-253 ∞ Afinia Gémina Bebiana | Treboniano Galo Emperador romano 251-253 ∞ Afinia Gémina Bebiana | Treboniano Galo Emperador romano 251-253 ∞ Afinia Gémina Bebiana |  |  | después Emiliano Emperador romano 253 ∞ Cornelia Supera | después Emiliano Emperador romano 253 ∞ Cornelia Supera | después Emiliano Emperador romano 253 ∞ Cornelia Supera | después Emiliano Emperador romano 253 ∞ Cornelia Supera | después Emiliano Emperador romano 253 ∞ Cornelia Supera | después Emiliano Emperador romano 253 ∞ Cornelia Supera |  |  |  |  |  |  |  |  |
| Herenio Etrusco coemperador                              | Herenio Etrusco coemperador                              | Herenio Etrusco coemperador                              | Herenio Etrusco coemperador                              | Herenio Etrusco coemperador                              | Herenio Etrusco coemperador                              |  |  | Volusiano coemperador 251-253                                    | Volusiano coemperador 251-253                                    | Volusiano coemperador 251-253                                    | Volusiano coemperador 251-253                                    | Volusiano coemperador 251-253                                    | Volusiano coemperador 251-253                                    |  |  |                                                         |                                                         |                                                         |                                                         |                                                         |                                                         |  |  |  |  |  |  |  |  |